# Pterostichus laetulus
Pterostichus laetulus är en skalbaggsart som beskrevs av Leconte 1863. Pterostichus laetulus ingår i släktet Pterostichus och familjen jordlöpare. Inga underarter finns listade i Catalogue of Life.